# Dropshipping
Dropshipping är en affärsmodell inom distanshandel som innebär att en distributör eller tillverkare levererar varor direkt till en slutkund, på uppdrag av ett distanshandelsföretag. I Sverige innebär affärsmodellen att distanshandelsföretaget agerar i egenskap av handelskommissionär istället för återförsäljare.
Precis som i vanliga återförsäljarförhållanden tar distanshandelsföretaget i regel ut en marginal på tillverkarens eller distributörens pris. Ibland förekommer också provisionsbaserade avtal där tillverkaren även tar betalt av slutkunden och där kommissionärerna sedan får en provision utbetald från tillverkaren. Förfarandet med "dropshipping" är vanligare i USA men blir allt vanligare i Sverige.